# Charade (film, 1984)
Pour les articles homonymes, voir Charade (homonymie).

Charade est un court-métrage d'animation canadien réalisé par Jon Minnis et sorti en 1984.
Il a remporté l'Oscar du meilleur court métrage d'animation en 1985.

## Synopsis
Deux personnages miment à tour de rôle une charade et tentent de faire deviner un titre de livre ou de film.

## Fiche technique
- Réalisation : Jon Minnis
- Scénario : Jon Minnis
- Production : Jon Minnis, Sheridan College (en)
- Animation : Jon Minnis[1]
- Durée : 5 minutes
- Date de sortie : 
  - Canada : 1984

## Distribution
- Jon Minnis : voix

## Distinctions
- 1985 : Oscar du meilleur court métrage d'animation[2],[3].
- 1985 : Prix Genie[4]
- 1985 : Prix de la meilleure première œuvre[5],[6]